# 楊璥
楊璥（1620年6月25日—？年），字執玉，號若虛，北直隸河間府青縣人，順天府宛平縣籍，明末清初政治人物。

## 生平
崇禎十二年（1639年）己卯科中式順天鄉試第六十五名舉人，崇禎十六年（1643年）癸未科會試書三房，中式第285名，殿試二甲17名，大理寺觀政。
甲申之變後，歸降李自成，授扬州府尹。隨後降清，授禮部祠祭清吏司主事。順治二年（1645年），任陝西學政。順治四年，任山西布政使司參議、分巡冀北道。順治七年，改湖廣布政使司參議、分守下湖南道。次年，改任山東按察副使分守登萊道。順治十一年，任江南布政使司參政、分守江寧道。順治十四年，改河南布政使司參政、分守汝南道。次年，任太常寺少卿，提督四譯館。康熙二年（1662年），擔任山西鄉試正考官。

## 家族
曾祖楊銘（贈文林郎江西道御史）；祖楊文蔚（封徵仕郎貴州都司都事）；父楊三宅（工部虞衡司郎中陞臨洮府知府未任）。